# The War in Life
《The War in Life》는 대한민국의 싱어송라이터 이승환의 6번째 정규 앨범이다. 《Human》과 비슷한 구성으로서, 앨범을 절반으로 나눠 1번부터 8번 트랙은 정상, 9번 트랙 이후는 비정상이라는 부제를 붙였다. 이 앨범부터 동양적 색채가 들어간 곡이 수록되기 시작했다. 한국에서는 이례적으로 앨범 발매 전에 TV 광고를 내보내기도 했다. 판매량은 53만2천장이다.
앨범 디자인은 붉은색과 초록색 두 가지 버전이 있다. 타이틀곡인 〈그대는 모릅니다〉는 〈천일동안〉을 뛰어넘는 발라드를 위해 만든 곡으로, 동양적인 멜로디에 곡이 진행될수록 웅장해지는 구성이 더욱 정교해졌지만, 〈천일동안〉만큼의 인기를 끌지는 못했다. 오히려 〈세 가지 소원〉이 좋은 반응을 얻었다. 그 후 영상미와 작품성이 뛰어난 오리엔탈 발라드 〈당부〉 뮤직비디오로 많은 화제를 모았다.

## 곡 목록
| #            | 제목                    | 작사           | 작곡           | 편곡                   | 재생 시간 |
| ------------ | ----------------------- | -------------- | -------------- | ---------------------- | --------- |
| 1.           | 〈대예언〉              | 이승환         | 이승환         | 황성제                 | 1:55      |
| 2.           | 〈그대는 모릅니다〉     | 이승환, 이지은 | 이승환, 유희열 | David Campbell         | 5:30      |
| 3.           | 〈애인간수〉            | 이승환         | 이승환, 황성제 | 황성제                 | 3:45      |
| 4.           | 〈세 가지 소원〉        | 이규호         | 이규호         | Steve Dady             | 3:39      |
| 5.           | 〈첫 날의 약속〉        | 이승환         | 이승환, 유희열 | 지누                   | 3:56      |
| 6.           | 〈고(告)함〉            | 이승환         | 이승환, 유희열 | Steve Dady             | 4:17      |
| 7.           | 〈나는〉                | 이승환         | 이승환, 유희열 | Steve Dady             | 5:05      |
| 8.           | 〈오늘은 울기 좋은 날〉 | 이승환         | 이승환, 유희열 | Steve Dady             | 2:48      |
| 9.           | 〈귀신소동〉            | 이승환         | 이승환         | 지누                   | 5:23      |
| 10.          | 〈못 말리는 봉팔이〉    | 이승환         | 이승환, 유희열 | 이승환, Brian Matheson | 2:14      |
| 11.          | 〈Rumour〉              | 이승환, 인은아 | MGR            | Steve Dady             | 3:13      |
| 12.          | 〈Let It All Out〉      | 이승환, 이지은 | 이승환         | Steve Dady             | 4:22      |
| 13.          | 〈The Battle〉          |                |                |                        | 0:21      |
| 14.          | 〈나의 영웅〉           | 이승환         | 이승환, 유희열 | David Campbell         | 5:30      |
| 15.          | 〈당부〉                | 이승환         | 이승환, 유희열 | 유희열, 윤상           | 4:07      |
| 16.          | 〈& The Future〉        |                |                |                        | 5:26      |
| 총 재생 시간 | 총 재생 시간            | 총 재생 시간   | 총 재생 시간   | 총 재생 시간           | 1:01:37   |

16번 트랙 〈& the Future〉가 끝난 뒤 잠시 후 히든트랙이 나온다. 정확한 제목과 가사는 3년 뒤에 발매된 앨범인 《Serious Day》에 공개되었다.

## 뮤직비디오

### 그대는 모릅니다
주인공이 마네킹과 사랑을 나누며 수중 촬영을 시도하는 등 파격적이고 극단적인 영상이 돋보인 작품이다.

### 세 가지 소원
이승환 자신이 말썽꾸러기 천사 역할을 맡아 자신의 잘못으로 하늘에서 떨어져 소매치기가 되어있는 천사를 도와주고 다시 승천하는 내용이다. 클레이 애니메이션을 삽입해 눈길을 끌었다.

### 당부
음악채널 PD들이 뽑은 역대 최고의 뮤직비디오는 물론, 이승환 특유의 무지막지한 투자의 결과물이 일반 대중에게도 알려지기 시작한 실질적인 첫 작품이다. 뛰어난 작품성, 아름다운 영상과 세심한 소품이 돋보이는 이 작품으로 차은택 감독은 1999년 Mnet 영상음악대상에서 대상을 거머쥐었다. 신민아가 이 작품으로 데뷔했다.

## 스태프
- Produced by 이승환
- Co-produced by David Campbell, Steve Dady, Brian Matheson
- Coordinated by Eddie Jun, 백영진 (LA), 신배호 (Nashville), 김한구 (San Francisco), 박병준 (Taipei)
- Stylist & Make Up by 장혜민
- Photography 조선희
- Designed by 이강현
- Music Video Director 차은택
- Promotion & Management 금병근, 김혁경, 김동범
- Protools Edited at DreamFactory
- Mastered by Chris Bellman for Bernie Grundman Mastering
- Assistant Engineers John Tyree, Darren Mora, Katie Teasdale, Alex Chan, Cam Stone, Brian McConkey, Steven Crowder, Ben Conrad
- Recorded by Joe Chiccarelli, Michael Rosen, Ronnie Brookshire, 고현정, 김한구, 이동녘, 류재경
- Mixed by Brant Biles, 임창덕, 노양수, 고현정
- Recorded at DreamFactory, Ocean Way, Starstruck, Javellina, Promise, Sound Kitchen, Sunset Blvd, Quad, Fantasy Studio
- Mixed at DreamFactory

## 같이 보기
- 이승환 디스코그래피
- 이승환 콘서트